# Катренко, Алексей Александрович
Алексей Александрович Катренко (13 сентября 1985, Димитровград) — российский биатлонист, заслуженный мастер спорта России по летнему биатлону.

## Карьера
После неудач в плавании, в 1999 году пришёл в биатлон. В 2002 получил 1-й разряд, и попал к заслуженному тренеру России Василию Русанову. В 2003 выполнил нормы КМС, в 2005-м стал мастером спорта, в 2006-м — мастером спорта международного класса, а в 2007-м — заслуженным мастером спорта.
В 2005 году на молодёжном чемпионате мира по летнему биатлону в Муонио, завоевал две золотые, одну серебряную, и одну бронзовую награду. В 2006 году на молодёжном чемпионате мира по летнему биатлону в Уфе, завоевал две золотых и одну бронзовую награду.
В 2007 году на чемпионате мира по летнему биатлону в Отепя, завоевал две золотых и одну бронзовую награду. В 2008 году на чемпионате мира по летнему биатлону в От-Морьене, завоевал две золотые награды. В 2009 году на чемпионате мира по летнему биатлону в Оберхофе, завоевал одну золотую и одну серебряную награду.
В 2008 году на чемпионате Европы по летнему биатлону в Банско, завоевал две золотые награды. В 2009 году на чемпионате Европы по летнему биатлону в Нове-Место-на-Мораве, завоевал одно золото и одно серебро. В 2010 году на чемпионате Европы по летнему биатлону в Осрблье, завоевал одно золото и одно серебро.